# 埃里梅尼勒
埃里梅尼勒（法語：Hériménil，法語發音：[eʁimenil]）是法国默尔特-摩泽尔省的一个市镇，位于该省东南部，属于吕内维尔区。

## 地理
埃里梅尼勒（48°34'1"N, 6°29'59"E）面积12.48 平方千米，位于法国大東部大區默尔特-摩泽尔省，该省份为法国东北部内陆省份，是洛林的一部分，北邻比利时、卢森堡，北起顺时针与摩泽尔省、下莱茵省、孚日省和默兹省接壤。
与埃里梅尼勒接壤的市镇（或旧市镇、城区）包括：弗兰布瓦、热贝维莱、吕内维尔、蒙塞勒莱吕内维尔、雷安维莱、克塞尔马梅尼勒。

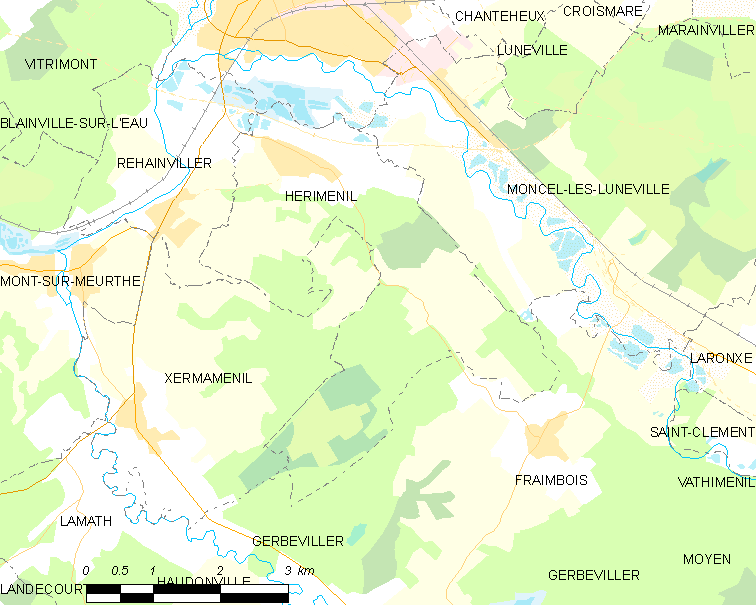
埃里梅尼勒的OSM定位图

埃里梅尼勒的时区为UTC+01:00、UTC+02:00（夏令时）。

## 行政
埃里梅尼勒的邮政编码为54300，INSEE市镇编码为54260。

## 政治
埃里梅尼勒所属的省级选区为吕内维尔第二县。

## 人口

1962-2008年间埃里梅尼勒人口变化图示

埃里梅尼勒于2022年1月1日时的人口数量为903人。